# Động đất Nepal 2023
Động đất Nepal 2023 (tiếng Nepal: 2023 नेपालमा भूकम्प) là trận động đất xảy ra vào lúc 23:47 (theo giờ địa phương), ngày 3 tháng 11 năm 2023. Trận động đất có cường độ 5,7 hoặc 6.4 richter, tâm chấn độ sâu khoảng 16,5 km. Hậu quả trận động đất đã làm 153 người chết và 391 người bị thương.